# Snail Mail
Snail Mail, pseudonimo di Lindsey Erin Jordan (Ellicott City, 16 giugno 1999), è una cantante statunitense.

## Biografia
Snail Mail si è fatta conoscere col primo album in studio Lush (2018), accolto positivamente dalla critica specializzata. È poi uscito il secondo LP Valentine (2021), disco con cui ha ottenuto un punteggio pari a 88 sull'aggregatore di recensioni Metacritic e l'ingresso in 61ª posizione nella Billboard 200, nonché l'entrata al 35º posto della Official Albums Chart. A supporto del disco l'artista ha imbarcato il Valentine Tour, incominciato nel febbraio 2023.

## Vita privata
Si è dichiarata apertamente lesbica.

## Discografia

### Album in studio
- 2018 – Lush
- 2021 – Valentine

### EP
- 2016 – Habit
- 2017 – Snail Mail on Audiotree Live
- 2023 – Valentine (Demos)

### Singoli
- 2018 – Pristine
- 2018 – Heat Wave
- 2019 – The 2nd Most Beautiful Girl in the World
- 2022 – Adore You
- 2024 – Tonight, Tonight

## Filmografia
- I Saw the TV Glow, regia di Jane Schoenbrun (2024)

## Tournée
- 2023 – Valentine Tour